# Хлорид железа(II,III)
Хлори́д желе́за(II,III) — бинарное неорганическое соединение, соль металла железо и соляной кислоты с формулой Fe3Cl8,
растворяется в воде,
образует кристаллогидрат — жёлтые кристаллы.

## Физические свойства
Хлорид железа(II,III) образует кристаллогидрат Fe3Cl8·10H2O — жёлтые кристаллы, которые плавятся при 45 °C в собственной кристаллизационной воде.

### Другие хлориды железа
- Хлорид железа(II) FeCl2
- Хлорид железа(III) FeCl3

### Другие галогениды железа(II,III)
- Фторид железа(II,III) Fe2F5
- Бромид железа(II,III) Fe3Br8
- Иодид железа(II,III) Fe3I8